# Künstlersiedlung Halfmannshof

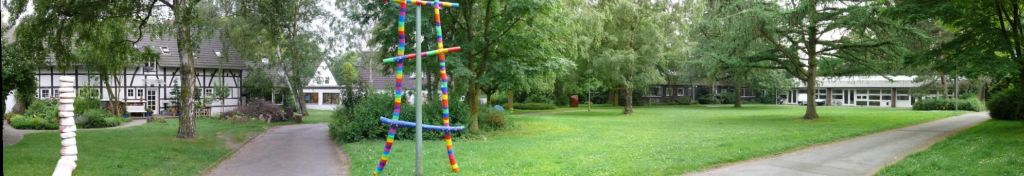
Panoramabild der Künstlersiedlung Halfmannshof

Die Künstlersiedlung Halfmannshof befindet sich im Gelsenkirchener Stadtteil Ückendorf (Halfmannsweg 48–54, 45886 Gelsenkirchen, nahe der Halde Rheinelbe) und besteht seit 1931. Bis Ende 2012 handelte es sich um ein Wohn- und Gemeinschaftsprojekt von bis zu neun Künstlerfamilien, das nach genossenschaftlichen Prinzipien als Hofgemeinschaft organisiert und von dem Verein Künstlersiedlung Halfmannshof e. V., in dem die beteiligten Künstler Mitglieder waren, geleitet wurde. Derzeit befindet sich die Siedlung in einem baulichen und organisatorischen Umwandlungsprozess hin zu einem Kreativquartier, das als Wohn- und Arbeitsstätte für mehr als 20 Kreative unterschiedlicher Sparten in völlig neuer Trägerschaft und mit anderer Wirtschaftsweise konzipiert ist.

## Geschichte

### Gründung
Die Künstlersiedlung wurde 1931 mit Unterstützung von Rat und Verwaltung der Stadt Gelsenkirchen gegründet, in einer Zeit, in der die Kunst in der von der Schwerindustrie geprägten Stadt keine allzu große Rolle spielte. Mit ihrer Einrichtung sollte dem abgeholfen werden. Die Idee dazu hatte Friedrich Wendenburg, der damalige Wohlfahrtsdezernent der Stadt Gelsenkirchen. Der Halfmannshof wurde in Gebäuden des aufgegebenen Bauernanwesens gleichen Namens angesiedelt und gehört zu den ältesten Einrichtungen dieser Art in Deutschland.
Die Gründungsmitglieder waren Josef Arens (Maler), Hubert Nietsch (Bildhauer), Ludwig Schwickert und Otto Prinz (Architekten), und Ferdinand Mindt (Graphiker). Das deutsche Bauhaus, mit seiner Idee, verschiedene Künstler und Handwerker „unter einem Dach“ zu vereinen, stand Pate für die verstärkte Ansiedlung künstlerischer Wirkungsstätten im Ruhrgebiet. Der Kunsthandwerker lebt hier Tür an Tür mit dem Designer und dem freien Künstler. Konkurrenzdenken soll in der Hofgemeinschaft keinen Platz haben.
Im Laufe der Jahre kamen weitere Künstler hinzu: 1932 die Kunstweberinnen Berta Obertüschen und Elisabeth Pieper sowie die Modezeichnerin Elli Lindner. 1935 der Schriftsteller und Puppenspieler Heinrich Maria Denneborg und der Goldschmied Willi Spürkel. 1936 der Kunstbuchbinder Heinz Klein. 1937 eröffnete Karl Schmitz-Hohenschutz seine Keramik-Werkstatt, und der Grafiker Wilhelm Nengelken übernahm das Atelier von Ferdinand Mindt, der 1934 ausgeschieden war. 1938 der Kunstschmied Erich Friedemann Werner sowie der Steinmetzmeister Wilhelm Schröder.

### In der Zeit des Nationalsozialismus
Die Rolle der Künstlersiedlung in der Zeit des Nationalsozialismus ist dunkel. Offenbar wurden die Halfmannshöfer, die vornehmlich traditionell gegenständlich und mit solider handwerklicher Grundlage arbeiteten, von den nationalsozialistischen Kulturpolitikern geschätzt und protegiert. Inwieweit jedoch die Künstler ihrerseits dem Regime ideologisch nahestanden, ist ungeklärt. Zumindest von dem Bildhauer Hubert Nietsch ist bekannt, dass er Werke im arischen Stil schuf. Eine Skulptur aus dieser Zeit ist noch heute in Gelsenkirchen zu sehen.
Josef Arens war während des Zweiten Weltkrieges als Kriegsberichterstatter eingezogen. In dieser Zeit entstanden Der Hafen von La Rochelle, 8 Grafik-Lithos, 1941 und Der Feldzug, 100 Lithos, 1940–1944. Eisenhower orderte letzteres als Kriegsbeute für das Militärmuseum in Fort Worth, Texas.
2008 entschlossen sich die Halfmannshöfer, die Geschichte ihres Hofes in der NS-Zeit wissenschaftlich aufarbeiten zu lassen.

### Neuanfang nach dem Krieg
1945 gründete die Hofgemeinschaft den Künstlersiedlung Halfmannshof e. V. mit eigenem Werkzeichen: ein Deelentor mit gekreuzten Hahnenköpfen in Erinnerung an den Bauern Hugo Halfmann. In den 1950er Jahren wurde nach Entwurf von Ludwig Schwickert eine neue Ausstellungshalle gebaut. Es begann eine bis heute beständige künstlerische Arbeit.
Wichtige Arbeiten der Nachkriegszeit sind das von Franz Marten gestaltete große Bleiglasfenster „Die Säulen der Wirtschaft“ für den Gelsenkirchener Hauptbahnhof, das 1952 von Eduard Bischoff gestaltete Mosaik „Handel, Wirtschaft und Verkehr“ in der ehemaligen Landeszentralbank, heute „Flora“, und Hubert Nietschs kleines gusseisernes „Eselchen“, das jahrzehntelang seinen Platz im Stadtgarten hatte und im Bewusstsein vieler Gelsenkirchener fest verankert ist. In den 1990er Jahren wurde es gestohlen.

### Neue Tendenzen
In den 1960er und 1970er Jahren wurden auf Anregung des Halfmannshöfers Ferdinand Spindel verstärkt Künstler der Avantgarde eingeladen. Höhepunkt war eine Ausstellung mit Künstlern der Gruppe ZERO: Heinz Mack, Günther Uecker, Otto Piene, Adolf Luther, Siegfried Cremer, Uli Pohl, Hans Haacke, Hans Salentin, Hermann Goepfert und Pol Bury. Die Ausstellungseröffnung am 22. November 1963 wurde von der Nachricht von der Ermordung John F. Kennedys überschattet.
Weitere Ausstellungen waren Neue Tendenz Jugoslawien, bern 66 sowie Anton Stankowski. In den 90er Jahren wurden die neuen tendenzen fortgesetzt (B1, Aulehla, Hupe, Platz, Claus van Bebber).
Ferdinand Spindel wurde durch Assemblagen mit pinkfarbenem Schaumstoff bekannt. Er gestaltete so unter anderem die Decke der Aula des Schalker Gymnasiums in Gelsenkirchen.

### Heute
Neben Ausstellungen von Künstlern und Künstlergruppen werden ganzjährig Führungen durch die Ateliers angeboten, die die Mitglieder der Künstlersiedlung ehrenamtlich organisieren und durchführen. Die Künstler verstehen ihre Arbeit und das Angebot der Künstlersiedlung Halfmannshof e. V. nicht nur als Möglichkeit zur Umsetzung künstlerischer Ideen in einem außergewöhnlichen Umfeld, sondern auch als Beitrag zum kulturellen Leben der Stadt und der Region.
Jüngst entschlossen sich die Halfmannshöfer dazu, ein neues Logo zu entwickeln. Der Siegerentwurf eines Wettbewerbs konnte jedoch nicht umgesetzt werden, da er dem Logo einer Schweizer Hilfsorganisation zu ähnlich sah.
Anfang August 2009 wurden die Künstler Katja Langer und Heiner Szamida zum neuen Hofvorstand gewählt.

## Künstler seit 1931
- 1931–1943 Josef Arens, Maler und Grafiker
- 1931–1965 Hubert Nietsch, Bildhauer
- 1931–1958 Otto Prinz, Architekt
- 1931–1970 Ludwig Schwickert, Architekt
- 1931–1934 Ferdinand Mindt, Grafiker
- 1932–1943 Berta Obertüschen, Weberin
- 1932–1934 Lisbeth Pieper, Weberin
- 1932–1934 Elli Lindner, Modezeichnerin
- 1935–1987 Heinrich Maria Denneborg, Puppenspieler/Schriftsteller
- 1935–1936 Wilhelm Spürkel, Goldschmied
- 1936–1975 Heinz Klein, Meister der Einbandkunst
- 1937–1969 Wilhelm Nengelken, Maler und Grafiker
- 1937–1965 Carl B. Schmitz-Hohenschutz, Keramiker
- 1937–1975 Karl Schmitz-Hohenschutz, Keramiker
- 1938–1962 Wilhelm Schröder, Steinmetzmeister
- 1939–1968 Erich Friedemann Werner, Kunstschmiedemeister
- 1948–1965 Franz Marten, Maler und Grafiker
- 1948–1962 Eduard Bischoff, Maler
- 1961–1962 Klaus Nengelken, Grafikdesigner
- 1962–2004 Heiner Kruthoff, Gold- und Silberschmied
- 1963–1973 Ferdinand Spindel, Maler
- 1965–1973 Hawoli (Hans Wolfgang Lingemann), Maler und Bildhauer
- 1966–     Helmut Kloth, Fotograf/Designer
- 1968–1974   Ortwin Rudolph, Kunstschmiedemeister
- 1969–1970   Ewerdt Hilgemann, Plastiker
- 1973–2010     Herbert Daniel, Maler und Karikaturist
- 1973–       Jiri Hilmar, Kunstmacher
- 1974–       Rolf John, Maler und Grafiker
- 1974–1989   Marlies Hohenhinnebusch, Keramikerin
- 1975–       Wolfgang Prager, Stahlbildhauer
- 1977–2024   Dietmar Klein, Kunstbuchbinder (1943–2024)[3]
- 1983–       Heiner Szamida, Kunstschaffender
- 1990–       Barbara Echelmeyer, Keramikerin
- 1999–       Karin Hilmar, Bildhauerin
- 2000–       Pedro Malinowski, Tanz und Fotografie
- 2005–       Katja Langer, Graphik